# 7349 Ernestmaes
7349 Ernestmaes è un asteroide della fascia principale. Scoperto nel 1993, presenta un'orbita caratterizzata da un semiasse maggiore pari a 2,6806649 UA e da un'eccentricità di 0,0565502, inclinata di 2,89745° rispetto all'eclittica.